# Servant (seriál)
Servant je americký psychologický hororový televizní seriál vytvořený Tonym Basgallopem a výkonným producentem M. Night Shyamalanem jako showrunnerem. Tento seriál vyprodukovalo Apple TV+. Lauren Ambrose, Toby Kebbell, Nell Tiger Free a Rupert Grint hrají ve všech čtyřech sezónách seriálu, který první díl měl premiéru 28. listopadu 2019 a skončil s koncem čtvrté řady 17. března 2023.
Seriál se odehrává v domácnosti Dorothy a Seana Turnerových, páru ve Filadelfii, kteří si najmou osmnáctiletou Leanne Graysonovou, aby se stala chůvou jejich malého syna Jericha. Jericho je mrtvý. Byl nahrazený znovuzrozenou panenkou, o které traumatizovaná Dorothy věří, že je skutečné dítě. Toto vede rodinu k tomu, aby se podle toho chovala. Příjezd Leanne způsobí v domácnosti podivné události a odhalí temná tajemství také její rodiny.
Servant získal uznání kritiky zejména pro svou atmosféru a výkony čtyř hlavních představitelů. Seriálu se dostalo také uznání od Guillerma del Tora a Stephena Kinga.

## Děj
Bohatý pár z Filadelfie, Dorothy a Sean Turnerovi, zažijí zlom v manželství po smrti jejich třinácti týdenního syna Jericha. Poté, co Dorothy zažije totální psychické zhroucení, manželé podstoupí přechodnou objektovou terapii pomocí reborn panenky, která připomíná živé dítě. Panenka, o které Dorothy věří, že je jejím skutečným dítětem, byla jediná věc, která ji vyvedla z katatonického stavu po Jerichově smrti. Šest týdnů po jeho smrti najmou mladou chůvu Leanne Graysonovou, aby se k nim nastěhovala a starala se o panenku Jericha, čímž se jejich domov otevře neobvyklým a záhadným událostem. Zatímco se Sean vyrovnává se smutkem po svém, začne být vůči Leanne hluboce podezřívavý.

## Obsazení

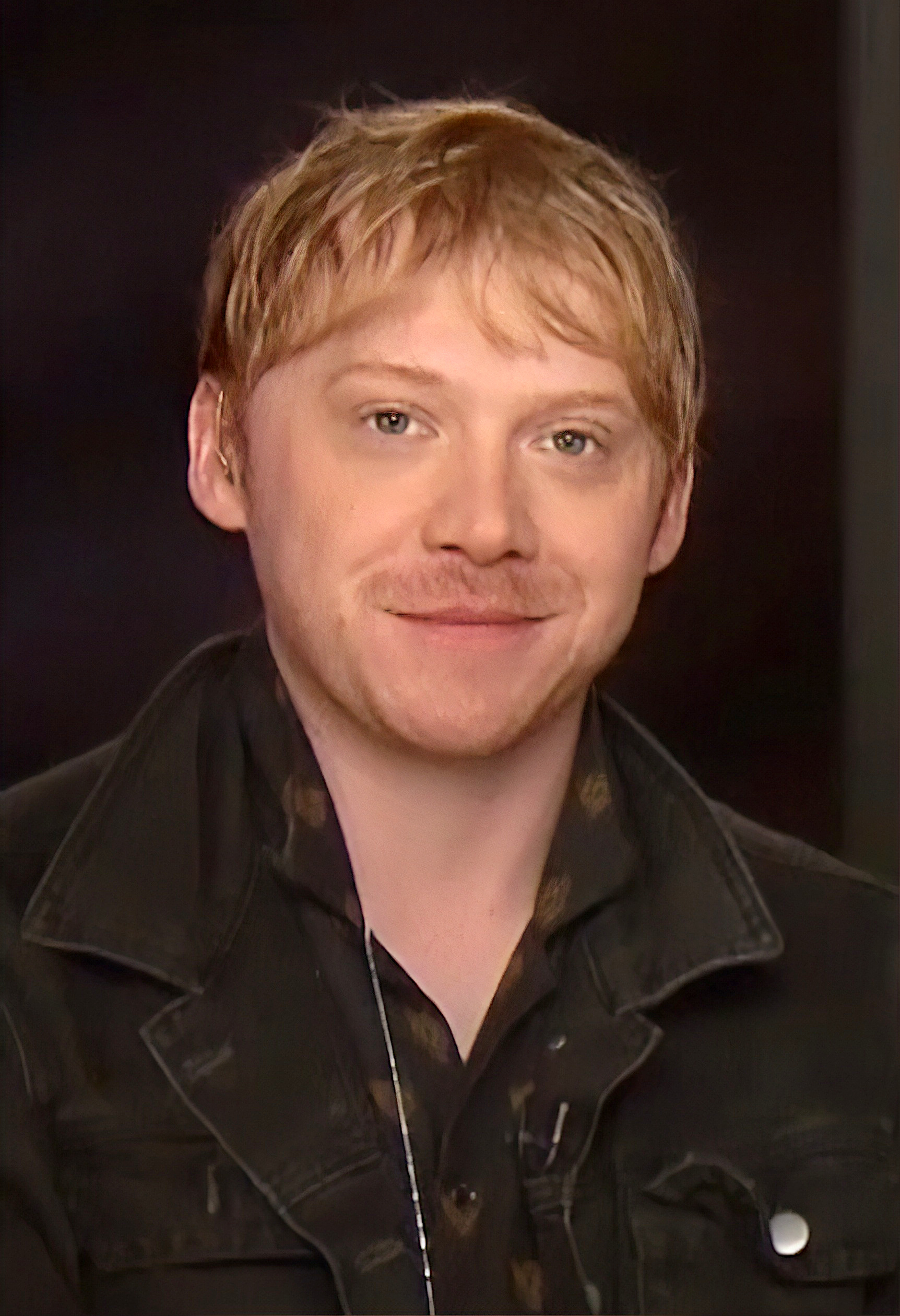
Rupert Grint hraje v seriálu postavu Juliana Pearce

- Lauren Ambrose jako Dorothy Turnerová (rozená Pearceová), reportérka místních televizních zpráv a velmi přehnaně ochranitelská matka, která žije v iluzi, že její malý syn je stále naživu a zdravý.
- Toby Kebbell jako Sean Turner, Dorothyin manžel a šéfkuchař.
- Nell Tiger Free jako Leanne Grayson, tajemná mladá chůva z Wisconsinu najatá Turnerovými, aby se starala o panenku přestavující Jericha. Seriál často naznačuje, že by mohla mít nadpřirozené schopnosti, které se postupně vyvíjejí a sílí každou noc, kdy přebývá v domě Turnerových.
- Rupert Grint jako Julian Pearce, Dorothyin mladší bratr. Je to alkoholik, který i přes své nezdvořilé chování často pomáhá své sestře a jejímu manželovi Seanovi.

## Vysílání
První sezóna seriálu měla premiéru na Apple TV+ 28. listopadu 2019 a vysílala se v deseti epizodách do 17. ledna 2020. Před premiérou první série Apple ohlásil pokračování show o druhou sezónu s deseti epizodami, která měla premiéru 15. ledna 2021. V prosinci 2020, před premiérou druhé sezóny, byla ohlášena na třetí sezóna. Třetí sezóna měla premiéru 21. ledna 2022. V prosinci 2021, před premiérou třetí sezóny, byla ohlášená na čtvrtou a poslední sezónu. Čtvrtá a poslední sezóna měla premiéru 13. ledna 2023.